# Raúl Ramos Giménez
Raúl Ramos Giménez (Turén, estado Portuguesa, Venezuela, 11 de agosto de 1917-Caracas, 26 de abril de 1973) fue un político y abogado venezolano, miembro fundador del partido Acción Democrática.

## Primeros años
Hijo de Desiderio Ramos Valenzuela y Julia Giménez Giménez. Huérfano a temprana edad, alterna sus estudios primarios con el aprendizaje del oficio de zapatero. A los 14 años, su media hermana, Egilda Rivero de Sanz lo traslada a la escuela federal “Padre Delgado” de San Felipe, donde, al mismo tiempo que cursa sus estudios secundarios, ejerce las funciones de maestro.

## Estudios
A la muerte de Juan Vicente Gómez en 1935, figura entre los dirigentes de la seccional de Estado Yaracuy de la Federación Venezolana de Maestros y participa en los movimientos políticos del año 1936. Expulsado del estado Yaracuy, se inscribe en el colegio Salesiano de Los Teques  en 1937. Se gradua de Bachiller en Filosofía y Letras en 1939, se inscribe en la Facultad de Derecho de la Universidad Central de Venezuela.

## Vida política
Figura entre los dirigentes juveniles de la militancia de izquierda del Partido Democrático Nacional (PDN) y como tal, firma el Acta Constitutiva que sanciona la transformación del PDN en el partido Acción Democrática en 1941. Como Presidente de la Federación de Estudiantes de Venezuela, viaja a Chile en representación de Venezuela al Congreso Latinoamericano de Estudiantes en 1943. A su regreso, es elegido Delegado Estudiantil al Consejo Universitario de la Universidad Central de Venezuela para el período 1944-1945. En 1945 se gradúa de Doctor en Ciencias Políticas y Abogad, es el orador de su promoción.
El 21 de octubre de 1945, a los pocos días del golpe de Estado en Venezuela de 1945 que derrocó al presidente Isaías Medina Angarita, es nombrado Presidente del estado Yaracuy; renuncia al cargo a los pocos meses para asumir la dirección del partido Acción Democrática en el estado y preparar las elecciones a la Asamblea Constituyente. Elegido Diputado por Yaracuy en las planchas de AD, suscribe la Constitución de 1947. En la Universidad Central, ejerce la cátedra de Derecho Internacional Público (1947-1948). Diputado por Yaracuy en e! Congreso de 1948, preside las Comisiones de Política Exterior y Presupuesto. Desde 1946, mantiene una actitud crítica con respecto a la dirigencia política de Acción Democrática; vocero de la tendencia más radical del partido, bautizada con el nombre de “Grupo ARS”, denuncia las “desviaciones burocráticas” y propone una unión con los sectores más progresistas de las Fuerzas Armadas. Secretario General de AD en el departamento Libertador del Distrito Federal de Venezuela, es excluido de la dirección del partido en la Convención Nacional de 1948.

## Exilio durante la dictadura militar
Arrestado a raíz del golpe de Estado en Venezuela de 1948, enviado a la Cárcel Modelo de Caracas (noviembre 1948-julio 1949) y exiliado a México, decide poner momentáneamente de lado las querellas internas. Regresa a Venezuela en 1950 y colabora con Leonardo Ruiz Pineda en la organización de la resistencia clandestina. Es detenido en 1952, es enviado a la prisión de San Juan de los Morros. En 1955 es liberado y nuevamente exiliado, esta vez a Argentina. Tras el estallido de la Revolución Libertadora que derroca al presidente Juan Domingo Peron debe huir a Chile. En Santiago se reúne con varios exiliados venezolanos incluyendo a José Antonio Mayobre, José Vicente Rangel, Gabriel Bracho Montiel y Valmore Rodríguez entre otros. En 1958 regresa a Venezuela.

## Regreso a Venezuela

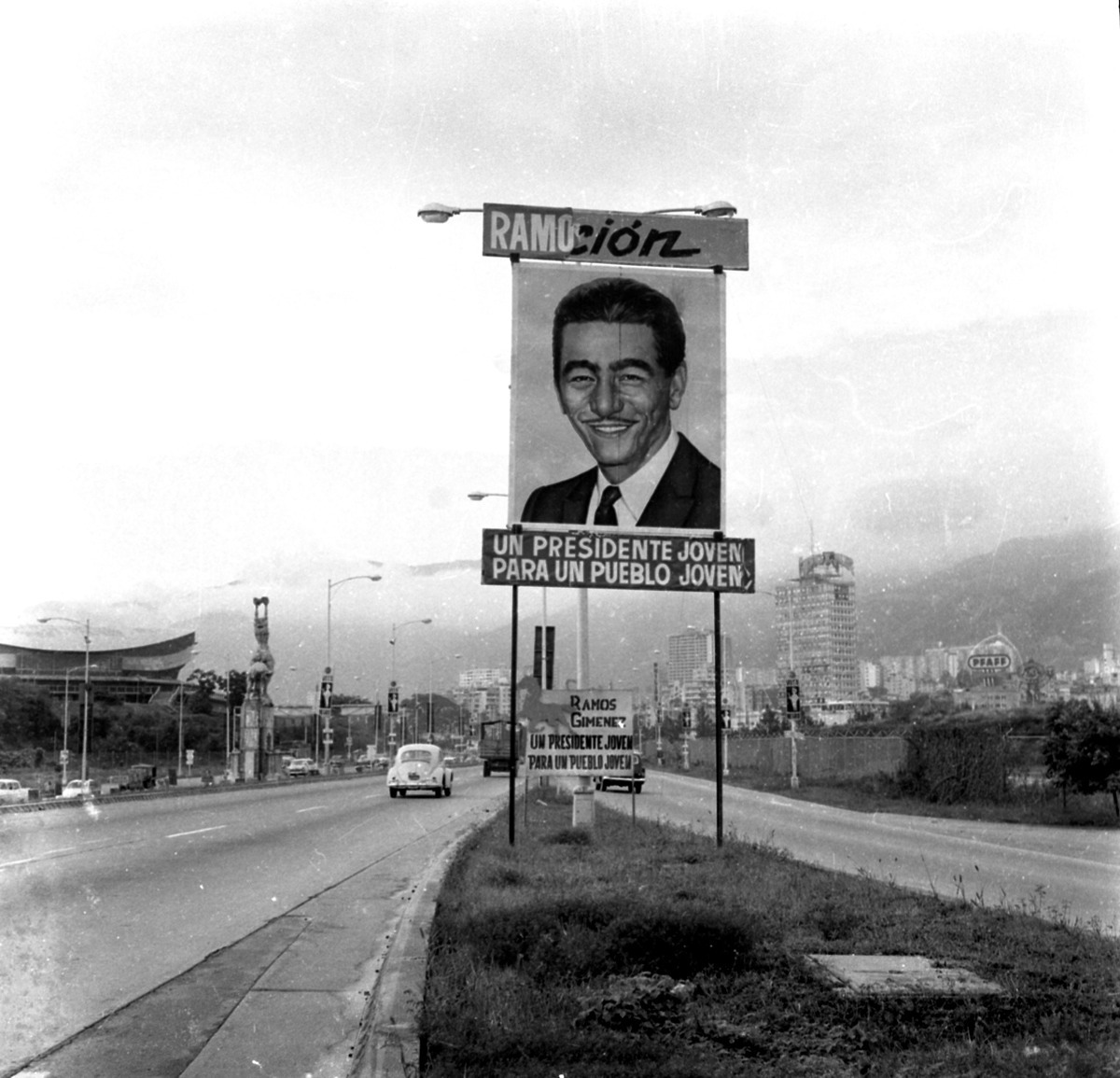
Pancarta de Raúl Ramos Giménez en 1963.

Regresa al país después del Golpe de Estado en Venezuela de 1958. El electo senador por Yaracuy en las elecciones generales de Venezuela de 1958, preside la Comisión de Defensa en el Senado. La lucha entre el “Grupo ARS” y la “vieja guardia” de Acción Democrática se agudiza. En 1961 la tendencia que representa Ramos Giménez logra el control de la mayoría en la Dirección Nacional del Partido; la crisis se desata durante la Convención Nacional de 1962. Fundador de AD-Oposición, Ramos Giménez reclama ante el Consejo Supremo Electoral la posesión de la legalidad partidista para las elecciones generales de Venezuela de 1963 y se postula como candidato en los comicios presidenciales. Ante el revés electoral, transforma AD-Oposición en el Partido Revolucionario Nacionalista (PRN) y busca formar un vasto movimiento de unidad popular.
Bajo las siglas del Partido Revolucionario de Integración Nacionalista (PRIN), participa en las elecciones generales de Venezuela de 1968, brindándole su apoyo a la candidatura de Luis Beltrán Prieto Figueroa. Elegido Diputado por el Distrito Federal, prefiere renunciar al PRIN para no involucrarse en los incidentes que amenazan por desintegrar el movimiento. Decide formar un nuevo grupo de opinión, la Asociación Nacional de Independientes (ANDI), cuya plataforma política le permite plantearse una opinión de país: un electorerismo creciente; la burocratización del movimiento obrero; las limitaciones al desarrollo de una industria nacional. Como organización política, ANDI no sobrevive la muerte de su fundador en 1973.